# Oleksander Hrekov

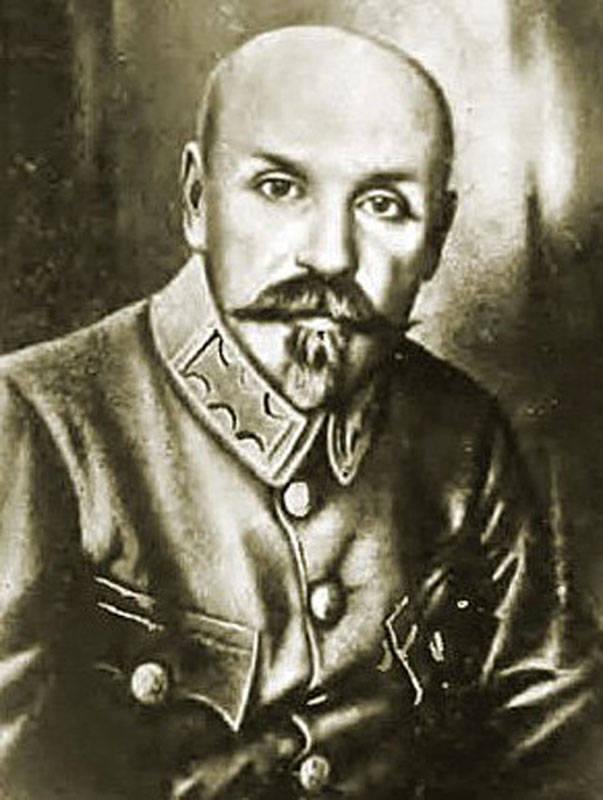
Oleksander Hrekov.

Oleksander Hrekov (ucraniano: Олександер Греков; n. Sopych, Raion de Hlukhiv, Gubernia de Chernígov, el 4 de diciembre de 1875 - f. el 2 de diciembre de 1958) fue el comandante en jefe del ejército de la República Nacional de Ucrania Occidental durante la guerra polaco-ucraniana. 

## Formación
Hrekov se gradúa en la Academia de Estado Mayor de San Petersburgo en 1905, y en 1915 asciende a general del ejército del Imperio ruso, durante la Primera Guerra Mundial. 

## República Popular de Ucrania; La Rada Central
El 20 de noviembre de 1917 se convierte en el jefe de Estado Mayor del ejército de la Rada Central de Ucrania, en el que Symon Petlyura es Secretario General de Asuntos Militares.
El 22 de enero de 1918 se crea el Ministerio de Asuntos Militares de la República Popular de Ucrania, cuyos ministros serán Mykola Porsh, A. Nemolovsky, y el coronel Oleksander Zhukovsky, nombrando como estado mayor general al General Hrekov, General B. Bobrovsky, y al coronel Oleksander Slyvynsky.
No pueden mantener Kiev y el 8 de febrero de 1918 son desalojados por las fuerzas bolcheviques

## República Nacional de Ucrania Occidental
Entre el 9 de junio y el 5 de julio de 1919 manda las fuerzas de la república durante la guerra contra los polacos. Bajo su mando, el ejército de la República Nacional de Ucrania Occidental experimenta sus grandes éxitos durante la Ofensiva de Chortkov, en las que los polacos son hechos retroceder 120 kilómetros, quedando muy cerca de Leópolis, pero que no puede mantener las posiciones por falta de hombres y municiones (tienen entre 8 y 10 balas por soldado). Por esta razón, fracasa den dejar expedita la comunicación con Checoslovaquia; sin embargo, Hrekov se hace muy popular entre los ucranianos de Galitzia Oriental.

## Directorio de la República Popular de Ucrania
Una vez cruzada la frontera del río Zbruch, y estando la suerte de la República Nacional de Ucrania Occidental irremediablemente perdida, el General Hrekov es nombrado Ministro de Guerra del Directorio de la República Popular de Ucrania del que Symon Petlura es "Atamán" (Caudillo). Dicho Ministerio será también cargo de Vsevolod Petriv, and Volodymyr Salsky.

## Después de la guerra
En 1920 se traslada a Viena. Es detenido por las fuerzas de ocupación soviéticas en 1948, y es exilado a Siberia, de donde es liberado en 1956, regresando a Viena.